# Elna Borch
 (janvier 2017).
Si vous disposez d'ouvrages ou d'articles de référence ou si vous connaissez des sites web de qualité traitant du thème abordé ici, merci de compléter l'article en donnant les références utiles à sa vérifiabilité et en les liant à la section « Notes et références ».
Elna Borch, née Elna Inger Cathrine Borch, le 6 décembre 1869 et décédée le 3 octobre 1950, est une sculptrice danoise.
Elle est surtout connue pour avoir produit une importante collection de bustes et de reliefs. 

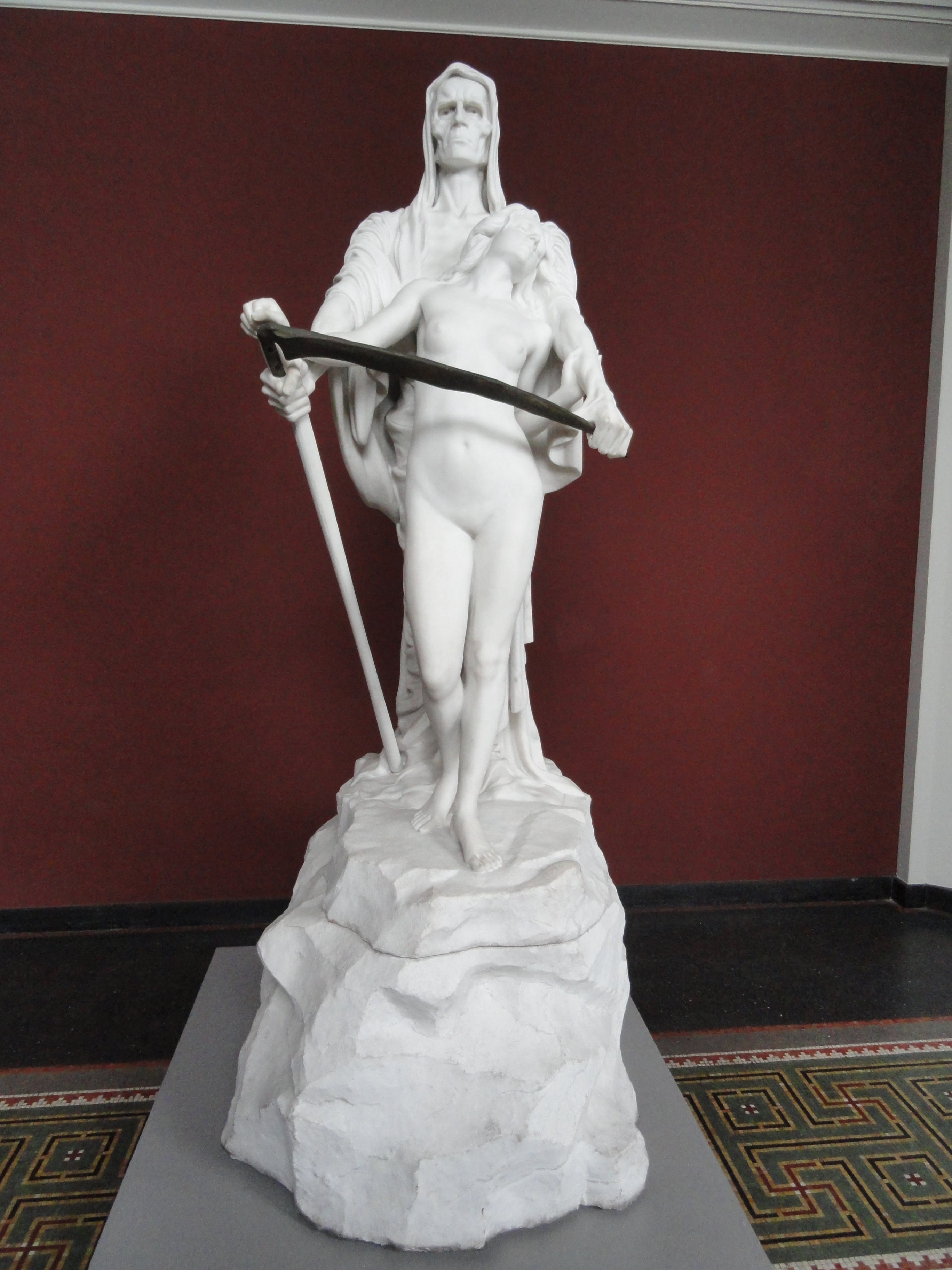
La mort et la jeune femme de Elna Borch - 1905 (Ny Carlsberg Glyptotek, Copenhague)

## Biographie
Sa famille, depuis plusieurs générations, joue un rôle important dans la vie culturelle de Roskilde (Danemark), dans l'île de Seeland. De Jacob Kornerup, son oncle, elle reçoit ses premières leçons, et d'August Saabye ses premiers cours sur les principes élémentaires de la sculpture. Elle demeure auprès de ce dernier de 1889 à 1891, comme étudiante en cours particuliers.
Dès lors, Elna Borch sculpte alors régulièrement et obtient, à partir de 1900, la possibilité d'étudier à l'étranger.
À Paris, en 1901, elle modélise le buste Rire Faun, et, en 1902, elle visite, pour la première fois, l'Italie du Nord, où elle réalise la figure en deuil d'un garçon, qui, plus tard, lui permet de recevoir le Prix Neuhausen.
Elna Borch se prend d'intérêt pour le symbolisme et devient l'un des rares sculpteurs danois dans cette forme d'expression. En 1905, elle fait une percée majeure grâce à La mort et la jeune femme, avec des références stylistiques claires à la symbolique internationale.
À l'étranger, son travail est présenté, en 1927, à l'Exposition nationale danoise à Brooklyn (New York, États-Unis). Elle s'implique quelques années dans la cause du droit des animaux. En 1936, elle reçoit la Tagea Brandt Rejselegat, une récompense danoise destinée aux femmes ayant apporté une contribution importante dans les domaines de la science, la littérature ou l'art.
Bien que son œuvre connue ait une côte honorable auprès des marchands d'art, justifiée par une qualité certaine, Elna Borch est aujourd'hui très largement oubliée et peu connue du grand public.